# Европейский маршрут E55
Европейский маршрут Е55 — европейский автомобильный маршрут категории А, соединяющий города Хельсингборг (Швеция) на севере и Каламата (Греция) на юге. Длина маршрута — 3305 км.

## Города, через которые проходит маршрут
Маршрут Е55 проходит через 7 европейских стран, и включает три паромные переправы.
- Швеция: Хельсингборг — паром —
- Дания: Хельсингёр — Копенгаген — Кёге — Вордингборг — Фарё — Нюкёбинг — Гедсер — паром —
- Германия: Росток — Берлин — Люббенау — Дрезден —
- Чехия: Теплице — Прага — Табор —
- Австрия: Линц — Зальцбург — Филлах —
- Италия: Тарвизио — Удине — Пальманова — Местре — Равенна — Чезена — Римини — Фано — Анкона — Пескара — Каноза-ди-Пулья — Бари — Бриндизи — паром —
- Греция: Игуменица — Превеза — Рион — Патры — Пиргос — Каламата

Е55 пересекается с маршрутами
| - E20 - E47 - E04 - E22 - E30 - E51 |  | - E26 - E28 - E36 - E251 - E40 - E442 |  | - E65 - E50 - E59 - E67 - E48 - E49 |  | - E551 - E60 - E552 - E52 - E641 - E61 |  | - E66 - E70 - E45 - E78 - E80 - E842 |  | - E843 - E90 - E92 - E951 - E65 |

## Фотографии
- Берлинское кольцо
- Е55 в Чехии
- Е55 в Италии
- Е55 в Дании
- Мост Фарё в Дании
- Въезд в тоннель к югу от Дрездена, Германия
- Паром Гесер - Росток
- Мост в Дрездене, Германия
- Мост через Дунай в Линце, Австрия
- Е55 в Австрии
- Е55 в Удине, Италия